# All-Star Game de la NBA 2003
El All-Star Weekend de la NBA del 2003 se disputó en el Philips Arena de la ciudad de Atlanta durante el fin de semana del 7 al 9 de febrero de 2003.
El viernes se disputó el partido de los Rookies y los Sophomores con victoria para los jugadores de segundo año.
El sábado se disputaron los concursos de habilidades, mates y triples así como un partido 3 contra 3 a media pista entre dos equipos formados por una vieja estrella, un jugador actual y una jugadora de la WNBA. El domingo se disputó el partido de las estrellas entre el Este y el Oeste con victoria del Oeste tras dos prórrogas por 155 a 145.

## Viernes

### Rookie Challenge
- Rookies 112-132 Sophomores

| Rookies Plantilla 2003 |    |                           |                  |                        |
| B                      | 22 | Bandera de Estados Unidos | Jay Williams     | (Chicago Bulls)        |
| E                      | 11 | Bandera de Croacia        | Gordan Giricek   | (Orlando Magic)        |
| A                      | 3  | Bandera de Estados Unidos | Caron Butler     | (Miami Heat)           |
| AP                     | 90 | Bandera de Estados Unidos | Drew Gooden      | (Memphis Grizzlies)    |
| P                      | 1  |                           | Amare Stoudemire | (Phoenix Suns)         |
| AP                     | 5  |                           | Carlos Boozer    | (Cleveland Cavaliers)  |
| P                      | 31 |                           | Nenê             | (Denver Nuggets)       |
| B                      | 55 |                           | Marko Jarić      | (Los Angeles Clippers) |
| B                      | 0  |                           | Dajuan Wagner    | (Cleveland Cavaliers)  |

| Sophomores Plantilla 2003 |    |                           |                   |                         |
| B                         | 0  |                           | Gilbert Arenas    | (Golden State Warriors) |
| B                         | 9  | Bandera de Francia        | Tony Parker       | (San Antonio Spurs)     |
| P                         | 3  | Bandera de Estados Unidos | Troy Murphy       | (Golden State Warriors) |
| A                         | 24 | Bandera de Estados Unidos | Richard Jefferson | (New Jersey Nets)       |
| AP                        | 16 |                           | Pau Gasol         | (Memphis Grizzlies)     |
| A                         | 47 | Bandera de Rusia          | Andréi Kirilenko  | (Utah Jazz)             |
| E                         | 23 |                           | Jason Richardson  | (Golden State Warriors) |
| P                         | 6  |                           | Tyson Chandler    | (Chicago Bulls)         |
| B                         | 11 | Bandera de Estados Unidos | Jamaal Tinsley    | (Indiana Pacers)        |

- MVP del partido: Gilbert Arenas

## Sábado

### 3 contra 3
- Atlanta Hawks (Dominique Wilkins, Jason Terry y Sheryl Swoopes)
- Los Angeles Lakers (Magic Johnson, Lisa Leslie y Corey Maggette)

### Concurso de Habilidad
- Gary Payton (Seattle Supersonics)
- Tony Parker (San Antonio Spurs)
- Jason Kidd (New Jersey Nets)
- Stephon Marbury (New York Knicks)
  - VENCEDOR: Jason Kidd

### Concurso de Triples
- Brent Barry (Seattle Supersonics)
- Wesley Person (Memphis Grizzlies)
- Pat Garrity (Orlando Magic)
- David Wesley (New Orleans Hornets)
- Antoine Walker (Boston Celtics)
- Peja Stojakovic (Sacramento Kings)
  - VENCEDOR: Peja Stojakovic

### Concurso de Mates
| Jugador                         | 1ª Ronda | Finales |
| ------------------------------- | -------- | ------- |
| Jason Richardson (Golden State) | 100      | 95      |
| Desmond Mason (Seattle)         | 90       | 93      |
| Amaré Stoudemire (Phoenix)      | 79       |         |
| Richard Jefferson (New Jersey)  | 74       |         |

## Domingo

### All-Star Game
- Conferencia Este 145-155 Conferencia Oeste

| Conferencia Este | Conferencia Este | Conferencia Este | Conferencia Este   | Conferencia Este      |
| Pos.             | N.º              | País             | Jugador            | Equipo                |
| ---------------- | ---------------- | ---------------- | ------------------ | --------------------- |
| E-A              | 15               |                  | Vince Carter       | Toronto Raptors       |
| E                | 23               |                  | Michael Jordan     | Washington Wizards    |
| P                | 52               |                  | Brad Miller        | Indiana Pacers        |
| E                | 3                |                  | Allen Iverson      | Philadelphia 76ers    |
| B                | 5                |                  | Jason Kidd         | (New Jersey Nets)     |
| A                | 24               |                  | Jamal Mashburn     | (New Orleans Hornets) |
| E/A              | 1                |                  | Tracy McGrady      | Orlando Magic         |
| AP               | 7                |                  | Jermaine O'Neal    | Indiana Pacers        |
| A                | 8                |                  | Antoine Walker     | Boston Celtics        |
| A                | 34               |                  | Paul Pierce        | (Boston Celtics)      |
| P                | 11               |                  | Žydrūnas Ilgauskas | (Cleveland Cavaliers) |
| P                | 3                |                  | Ben Wallace        | Detroit Pistons       |

| Conferencia Oeste | Conferencia Oeste | Conferencia Oeste              | Conferencia Oeste | Conferencia Oeste        |
| Pos.              | N.º               | País                           | Jugador           | Equipo                   |
| ----------------- | ----------------- | ------------------------------ | ----------------- | ------------------------ |
| A                 | 31                |                                | Shawn Marion      | (Phoenix Suns)           |
| E                 | 8                 | Bandera de Estados Unidos      | Kobe Bryant       | (Los Angeles Lakers)     |
| B                 | 13                |                                | Steve Nash        | (Dallas Mavericks)       |
| AP-P              | 21                |                                | Tim Duncan        | (San Antonio Spurs)      |
| B                 | 3                 |                                | Steve Francis     | (Houston Rockets)        |
| AP                | 21                |                                | Kevin Garnett     | (Minnesota Timberwolves) |
| B                 | 20                |                                | Gary Payton       | (Seattle SuperSonics)    |
| B                 | 3                 |                                | Stephon Marbury   | (Phoenix Suns)           |
| AP                | 41                | Bandera de Alemania            | Dirk Nowitzki     | (Dallas Mavericks)       |
| P                 | 32                |                                | Shaquille O'Neal  | (Los Angeles Lakers)     |
| A                 | 16                | Bandera de Serbia y Montenegro | Peja Stojakovic   | (Sacramento Kings)       |
| P                 | 11                |                                | Yao Ming          | (Houston Rockets)        |

- MVP del Partido: Kevin Garnett

### Partido
| 9 de febrero de 2003 | Western Conference                                          | 155–145                        | Eastern Conference                                             |                                                                                  |  |
|                      | Parciales: 18–23, 37–29, 31–41, 34–27 (T.E.: 18–18,17–7)    |                                |                                                                |                                                                                  |  |
|                      | Estadísticas Kevin Garnett 37 Tim Duncan 15 Steve Francis 9 | Kevin Garnett MVP Pts Reb Asts | Estadísticas Allen Iverson 35 Jermaine O'Neal 10 Jason Kidd 10 | Pabellón: Philips Arena, Atlanta Asistencia: 20,325 espectadores Televisión: TNT |  |